# Supercupa României 2003
Supercupa României 2003 a fost cea de-a 7-a ediție a Supercupei. Meciul le-a opus pe Rapid București, câștigătoarea campionatului în sezonul 2002-03, și pe Dinamo București, câștigătoarea Cupei României în sezonul 2002-03. Meciul s-a disputat pe 2 augsut 2003 pe Stadionul Național din București și a fost câștigat de Rapid în prelungiri printr-un gol de aur marcat de Robert Niță în minutul 92'.

## Detaliile meciului
| 2 august 2003 20:00 EEST | Rapid București | 1 – 0 (prel.) | Dinamo București | Stadionul Național, București Spectatori: 16.000 Arbitru: Marian Salomir (România) |
| 2 august 2003 20:00 EEST | Niță 92'        | (Raport)      |                  | Stadionul Național, București Spectatori: 16.000 Arbitru: Marian Salomir (România) |

| Rapid București | Dinamo București |

| RAPID BUCUREȘTI: |    |                   |     |     |
|                  |    |                   |     |     |
| P                | –– | Emilian Dolha     |     |     |
| F                | –– | Adrian Iencsi (c) |     |     |
| F                | –– | Florin Șoavă      |     |     |
| F                | –– | Dănuț Perjă       |     |     |
| F                | –– | Sergiu Brujan     | 13' |     |
| M                | –– | Ionuț Luțu        |     | 74' |
| M                | –– | Noureddine Ziyati |     |     |
| M                | –– | Robert Ilyeș      |     |     |
| M                | –– | Valeriu Bordeanu  |     |     |
| A                | –– | Florin Bratu      |     | 62' |
| A                | –– | Henry Makinwa     |     | 46' |
| Rezerve:         |    |                   |     |     |
| DF               | –– | Cornel Buta       |     | 74' |
| FW               | –– | Daniel Niculae    |     | 46' |
| FW               | –– | Robert Niță       |     | 62' |
| Antrenor:        |    |                   |     |     |
| Mircea Rednic    |    |                   |     |     |

| DINAMO BUCUREȘTI: |    |                     |  |     |
|                   |    |                     |  |     |
| GK                | –– | Grégory Delwarte    |  |     |
| DF                | –– | Samuel Okunowo      |  |     |
| DF                | –– | Ovidiu Burcă        |  |     |
| DF                | –– | Xavier Méride       |  |     |
| DF                | –– | Flavius Stoican     |  | 68' |
| MF                | –– | Dan Alexa           |  |     |
| MF                | –– | Florentin Petre (c) |  |     |
| MF                | –– | Vlad Munteanu       |  | 68' |
| MF                | –– | Szabolcs Perenyi    |  |     |
| FW                | –– | Claudiu Niculescu   |  |     |
| FW                | –– | Ionel Dănciulescu   |  |     |
| Rezerve:          |    |                     |  |     |
| MF                | –– | Ștefan Grigorie     |  | 68' |
| MF                | –– | Ianis Zicu          |  | 68' |
| ––                | –– |                     |  |     |
| Antrenor:         |    |                     |  |     |
| Ioan Andone       |    |                     |  |     |

| Oficialii meciului - Arbitri asistenți: - Dan Lăzărescu - Nicolae Marodin - Al patrulea arbitru: Jucătorul meciului: | Reguli - 90 minute - Meciul se termină după marcarea golului de aur - Șapte jucători pe banca de rezervă - Maxim trei înlocuiri |